# Ternær computer
En Ternær computer er et alternativ til de almindelige binære computer, computere der beregner ved hjælp af det binære talsystem (2-talssystem, engelsk: "base 2"). Ternære computer udfører beregninger ved hjælp af et ternær talsystem (3-talssystem, engelsk: "base 3"). Der har været enkelte eksperimentelle forsøg med denne grundlæggende computer opsætning, primært i Sovjet Rusland i 70'erne, der konkluderede at der kunne opnås fordele ved at opbygge computere på en sådan måde, gennem et lavere strømforbrug og lavere produktionsomkostninger med datidens binære computere. Enkeltheden i designet af binære computer, den langt større eksisterende udbredelse af opsætningen samt adskillige årtiers forskning i binær computere siden Alan Turings kodebrydende turingsmaskine, gjorde at den binære computer fortsatte som standarden i vesten, og siden globalt.

## Trit
Ligesom et binært talsystem giver moderne computere dens grundlæggende ciffer i bit, har en ternær computer sine cifre i trit (trinary digit, engelsk for: trinært ciffer). Mens værdierne der kan definere en bit er så enkelt, som det overhoved er muligt, nemlig et ciffer X bestående af 0 eller 1, hvor det kan oversættets populært til "slukket" og "tændt", er der indtil videre to måder at opgøre en trit på: balanceret og ubalanceret, hvor cifret X opgøres forskelligt, som vist i tabellen nedenfor. 
|             | X  | X | X |
| ----------- | -- | - | - |
| Balanceret  | -1 | 0 | 1 |
| Ubalanceret | 0  | 1 | 2 |

## Fremtidig brug
Den binære computer har været standarden siden computerens udbredelse, men det har længe været forudset at regnekræften ikke kan vokse uendeligt, da forbedringer af elektronikken primært sker ved at formindske det. Intet elektronik kan selvsagt gøres mindre en størrelsen på ét atom, og pr. december 2020 er 7 nanometer (7 atomer brede) computerchips udbredt i almindelige nye computere. Der er derfor sket en opblomstring i forskningen i ternære computere, som en mulig vej, til at fortsætte udviklingen af computerne, når de binære computere bliver svære at forbedre, og umulige at forbedre i samme hastighed som hidtil, når produktions størrelsen nærmer sig et enkelt atom.